# Rogelia (película de 1962)
Rogelia es una película dramática española de 1962, dirigida por Rafael Gil, y escrita por Antonio Abad Ojuel. Está protagonizada por Pina Pellicer y Arturo Fernández. 
Tiene un valor plenamente sociológico, ya que muestra los valores de la sociedad de entonces. Rogelia se rodó en 1962, cuando la siderurgia en Avilés comenzaba a producir, esta película pretendía mostrar la vida en la industria de los ciudadanos. Hay un gran componente religioso en ella que busca la redención de la protagonista. Debido a todo esto, fue una de las películas que más recaudó en 1963.

## Argumento
La película se desarrolla en Asturias cuando la revolución industrial llegó a España.  Rogelia es una mujer que está casado con Máximo, un obrero de la industria Ensidesa (en Avilés, Asturias) con un de carácter celoso y violento. El largometraje comienza con la boda entre estos dos personajes y la venganza de Pedro. Años después de su boda, Rogelia se enamora accidentalmente de Fernando, el médico de la aldea y al descubrirlo su marido, este intenta asesinarlo disparando contra él. Rogelia en ese momento cuida de Fernando dejando que su marido vaya a presidio y sea condenado a cadena perpetua en un penal de Ceuta.  Después de esta nueva situación Rogelia y Fernando deciden empezar una nueva vida y formar una familia, teniendo un hijo, en París. Sin embargo el trabajo del médico les devuelve a Madrid, dónde la protagonista teme que se puedan encontrar con algún conocido que la acuse de adulterio. Con el tiempo Rogelia comienza a experimentar un sentimiento de culpa sobre su infidelidad y guiada por el ejemplo de Cristina, decide renunciar a su nuevo marido y a su hijo para volver con Máximo. En el camino, emprende un vía crucis lleno de humillaciones para purgar su pecado de adulterio a los ojos de Cristo hasta que finalmente llega al penal ceutí para estar con su marido.

## Reparto
- Rogelia: la protagonista, interpretada por Pina Pellicer.
- Fernando Vilches: el médico del que se enamora Rogelia y con el que empiezan una nueva vida. Es interpretado por Arturo Fernández.
- Máximo García: el primer marido de Rogelia, es un hombre celoso e impulsivo, interpretado por Fernando Rey
- Cristina: es la amiga de Rogelia, es una cristiana devota que sigue el camino correcto en cuanto a la religión. Es interpretada por Mabel Karr.
- Pedro: interpretado por Arturo López.
- Duque: interpretado por Félix de Pomés.
- Baldomera: interpretada por María Luisa Ponte.
- Don Heliodoro: interpretado por Félix Fernández.
- Don Luis: interpretado por Félix Dafauce.
- Actriz en fiesta: interpretada por Rosa Palomar.
- Mendiga: interpretada por Lola Gaos.
- Capitán de Regulares: interpretado por Tomás Blanco.
- Fotógrafo: interpretado por José María Tasso.
- Director del penal: interpretado por José María Caffarel.
- Nanette: interpretada por Irán Eory.

## Producción
Santa Rogelia (il peccato di Rogelia Sanchez) es una adaptación del año 1936 de la novela escrita por Armando Palacios Valdés anterior a Rogelia.  En esta versión los personajes de Duque y de su hija Cristina son suprimidos ya que la cinta carece de sentido cristiano. Era una producción destinada a grabarse en España pero debido a la Guerra Civil se terminó rodando en Italia. La autoría de esta se atribuye a Carlo Borghesio mientras que la versión española a Roberto de Ribón (aun siendo una misma película pero con doblajes diferentes). El reparto era español con actores como: Rafael Rivelles, Juan de Landa, Pastora Peña y Germana o Germaine Montero.
La película se grabó en Asturias (la industria) y en Ceuta (el penal). Su cinematografía fue llevada a cabo por Michel Kelber y fue editada por Antonio Ramírez de Loaysa, además la banda sonora fue desarrollada por Federico Moreno Torroba y Juan Quintero. 